# Буасед
Буасе́д (фр. Boissède, окс. Boisheda) — коммуна во Франции, находится в регионе Юг — Пиренеи. Департамент — Верхняя Гаронна. Входит в состав кантона Л’Иль-ан-Додон. Округ коммуны — Сен-Годенс.
Код INSEE коммуны — 31072.

## География

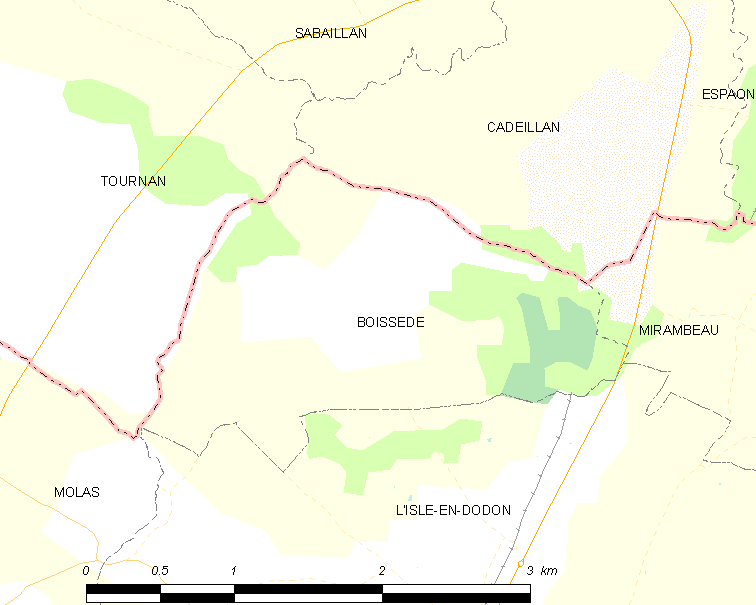
Карта коммуны

Коммуна расположена приблизительно в 620 км к югу от Парижа, в 55 км к юго-западу от Тулузы.
На западе коммуны протекает река Жес.

## Климат
Климат умеренно-океанический. Зима мягкая и снежная, весна характеризуется сильными дождями и грозами, лето сухое и жаркое, осень солнечная. Преобладают сильные юго-восточные и северо-западные ветры.

## Население
Население коммуны на 2010 год составляло 83 человека.
| 1962 | 1968 | 1975 | 1982 | 1990 | 1999 | 2010 |
| ---- | ---- | ---- | ---- | ---- | ---- | ---- |
| 81   | 93   | 57   | 65   | 59   | 71   | 83   |

## Администрация
| Период | Период | Фамилия         | Партия | Примечания |
| ------ | ------ | --------------- | ------ | ---------- |
| 2001   | 2014   | Франсис Терранк |        |            |
| 2014   | 2020   | Ален Фрешу      |        |            |

## Экономика
В 2010 году среди 45 человек трудоспособного возраста (15—64 лет) 32 были экономически активными, 13 — неактивными (показатель активности — 71,1 %, в 1999 году было 62,2 %). Из 32 активных жителей работали 31 человек (17 мужчин и 14 женщин), безработным был 1 мужчина. Среди 13 неактивных 3 человека были учениками или студентами, 4 — пенсионерами, 6 были неактивными по другим причинам.

## Достопримечательности
- Замок Буасед. Исторический памятник с 1996 года[4]
- Церковь Св. Иоанна Крестителя